# Androgyn

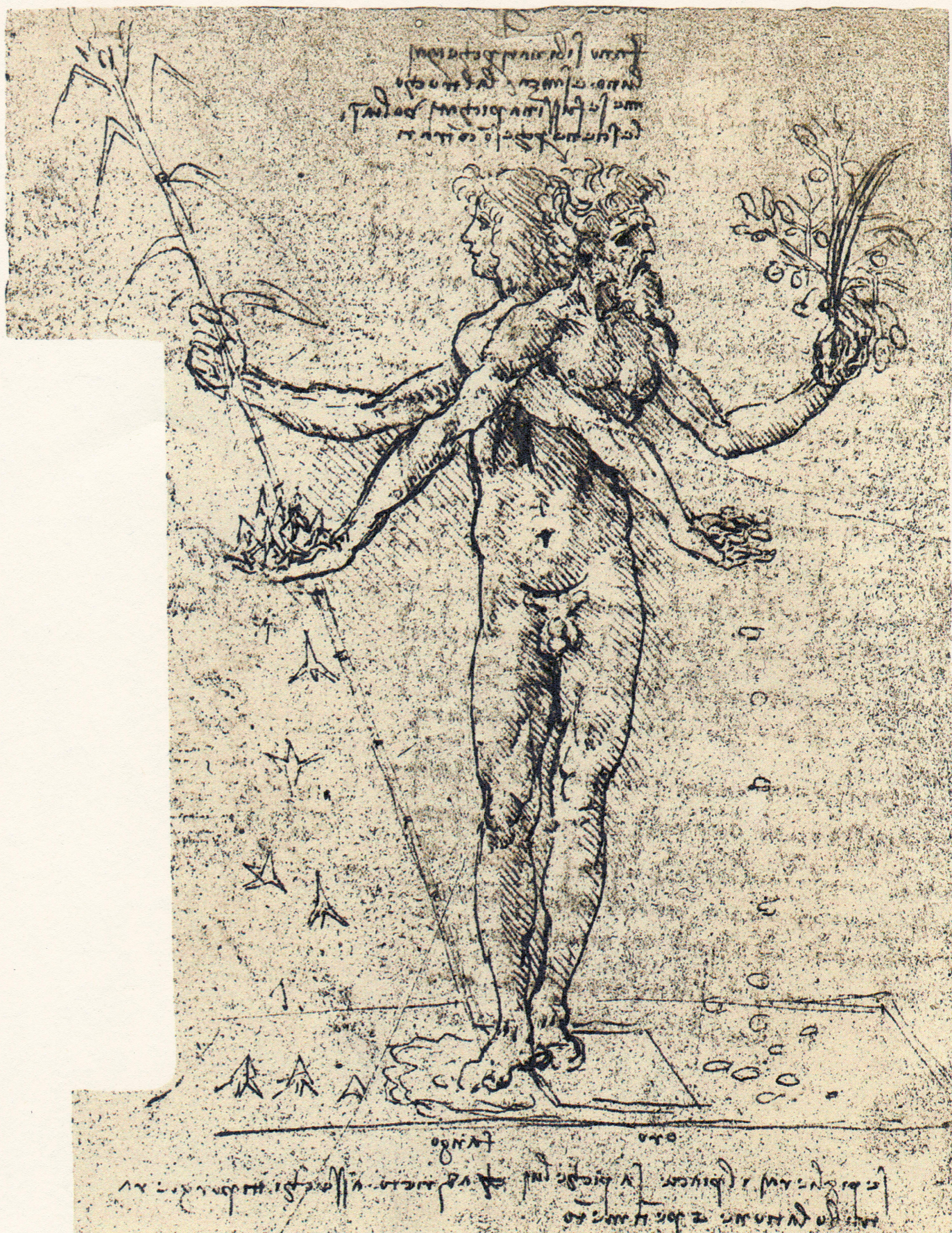
Teckning av Leonardo da Vinci föreställande en person med en kvinnlig och en manlig överkropp

Androgyn (från klassisk grekiska androgynes ἀνδρογύνης, av andros ἀνδρός, genitiv av aner ἀνήρ "man",, och gyne γυνή "kvinna"), ursprungligen avseende en individ som är anatomiskt tvekönad (jfr hermafrodit), sedan 1900-talet även i psykologisk bemärkelse en människa med både typiskt manliga och kvinnliga egenskaper och/eller beteendemönster.

## Populärkultur
På 1970-talet skapade David Bowie den androgyna superstar-stjärnan Ziggy Stardust, ett alter ego där han lekte med könsrollerna på scen och i privatlivet.

## Androgyni
Begreppet androgyni används inom botaniken för att ange det förhållandet, att i honliga blomställningar enstaka hanliga blommor kan utvecklas. Begreppet används ibland även som beteckning för sådana blomställningar, som först utvecklar hanliga och senare honliga blommor.